# Pedro Álvares Cabral

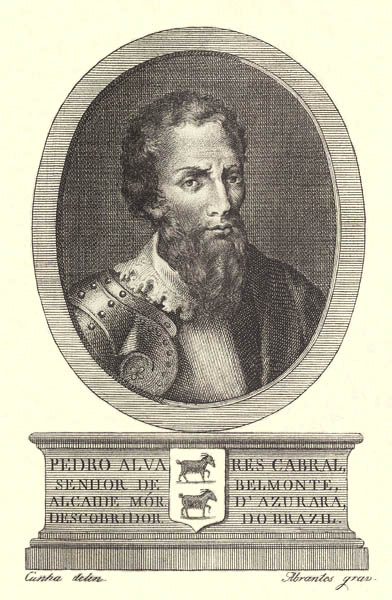
Pedro Álvares Cabral

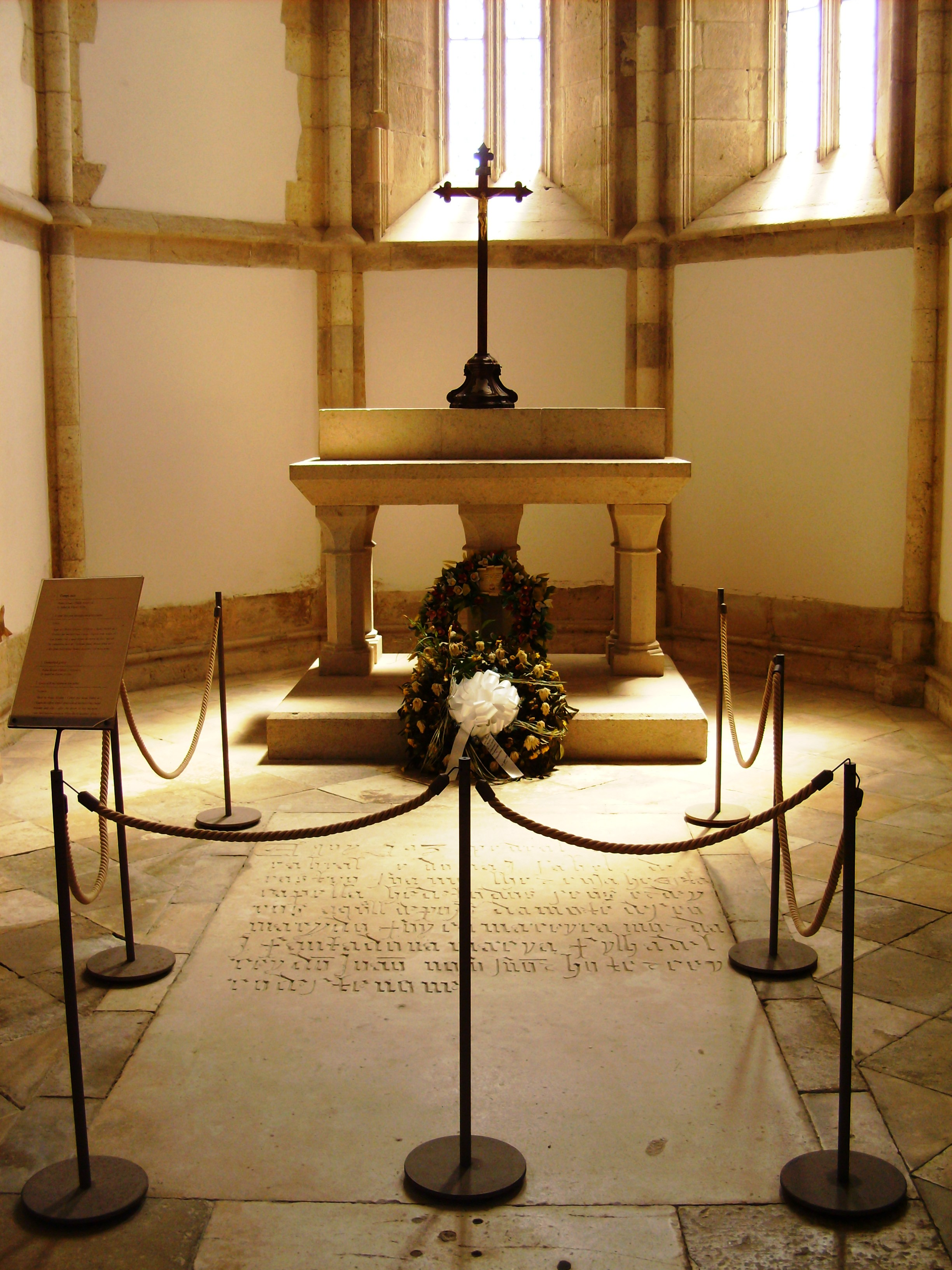
Cabrals Grabstätte in Santarém

Pedro Álvares Cabral oder auch Pedralvarez de Gouvêa (* 1467/ 1468 oder 1469 wahrscheinlich in Belmonte, Portugal; † vor dem 3. November 1520 vermutlich in Santarém, Portugal) war ein portugiesischer Seefahrer. Er gilt als der offizielle Entdecker Brasiliens. Ursprünglich sollte er den Gewürzhandel in Calicut an der Malabarküste in Indien aufbauen.

## Leben
Über Pedro Álvares Cabral gibt es nur wenige gesicherte Informationen. So werden etwa für sein Geburtsjahr auch 1467/1468 oder 1470 angegeben und für sein Todesjahr 1520.

### Herkunft und Ausbildung
Cabral entstammte einem alten portugiesischen Adelsgeschlecht. Er war der dritte Sohn von Fernão Cabral, Gouverneur der Beira und der Festung Belmonte, und Isabel Gouvea. Verheiratet war Pedro Álvares Cabral mit Isabel de Castro, Tochter des angesehenen und reichen, aus dem Hochadel stammenden Fernão de Noronha und Nichte von Afonso de Albuquerque. Die beiden hatten sechs Kinder.
1478 kam der Zwölfjährige an den Hof von König Afonso V., wo er zunächst eine gediegene Ausbildung erhielt. Es gibt keine Aufzeichnungen darüber, inwieweit Cabral bereits über Kenntnisse in der Nautik verfügte.

### Befehlshaber der zweiten Indienexpedition

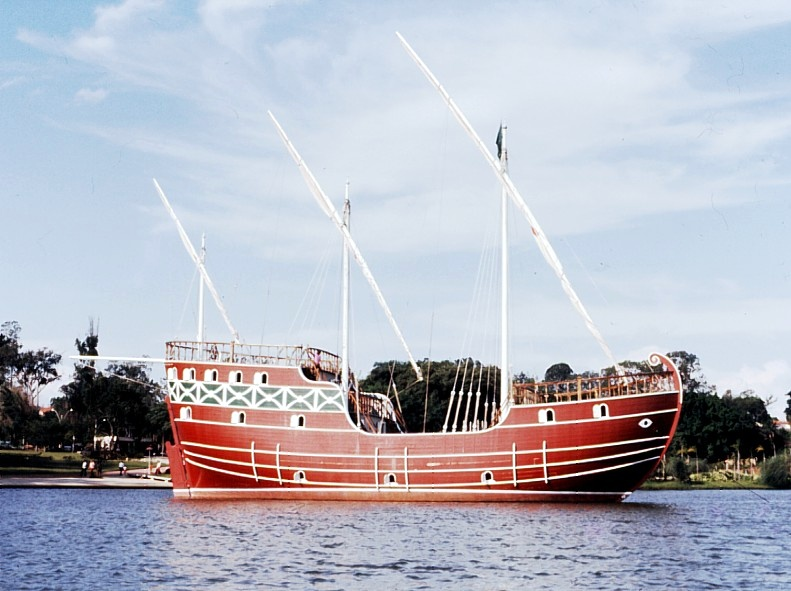
Replik der Anunciação in Campinas, Bundesstaat São Paulo, Brasilien

Nachdem Vasco da Gama 1498 den Seeweg nach Asien entdeckt hatte (siehe Indienhandel), ernannte König Manuel I. Cabral zum Befehlshaber der zweiten königlich-portugiesischen Indienflotte. Er reiste in diplomatischer Mission. Cabral sollte Frieden und Freundschaft für die portugiesische Krone gewinnen und einen Handelsweg für Gewürze ab Calicut (Kozhikode an der Malabarküste) aufbauen. Auf seiner Reise nach Indien stieß er dabei im April 1500 auf Brasilien, das er im Namen des portugiesischen Königs Manuel I. in Besitz nahm. Im Mai erfolgte die Weiterfahrt nach Indien, wo sie im September des gleichen Jahres ankamen. Trotz anfänglicher Schwierigkeiten gelang es ihm, den Gewürzhandel mit Indien zu etablieren.

### Lebensabend
1502 lehnte Cabral ein weiteres Kommando für eine Indienreise ab, da er sich dieses mit einem anderen Befehlshaber hätte teilen müssen. Danach zog er sich auf seine Güter bei Santarém zurück. Hier starb er 1519 oder 1520, sicher aber vor dem 3. November 1520. Seine letzte Ruhestätte befindet sich in einem schlichten Grab in der Graça-Kirche direkt am Largo Pedro Álvares Cabral („Cabral-Platz“) in Santarém.
Eine Reihe von Denkmälern wurden ihm zu Ehren errichtet, darunter ein Ehrenmal in Lissabon.

## Die zweite Indienexpedition

### Entdeckung Brasiliens
Nachdem bereits zuvor ein Weg nach Indien entdeckt wurde, sollte nun in einer vom König Portugals genehmigten Expedition ein Handelsweg für Gewürze aufgebaut werden. Hierfür engagierte er Cabral. Der Aufbruch Cabrals war Anlass zu Feierlichkeiten, an denen sowohl der König als auch das Volk teilnahmen. Einen Tag darauf am 9. März 1500 stachen unter dem Kommando Cabrals insgesamt 13 Schiffe mit 1500 Mann (andere Quellen gehen von 1200 aus) von der Tejo-Mündung in Lissabon aus in See. Erstmals wurden auch Karavellen, sogenannte „caravela redonda“, eingesetzt, deren Lastigkeit die der bisher verwendeten Schiffe übertraf. Vermutlich waren einige mit Waffen bestückt.
Unter den Kapitänen der gut ausgerüsteten Expedition befanden sich berühmte Seeleute wie Bartolomeu Dias, sein Bruder Diogo Dias, Pêro Escolar, João de Sá und Nicolao Coelho, der schon an der ersten portugiesischen Reise nach Indien unter Vasco da Gama teilgenommen hatte sowie Pêro Vaz de Caminha, der während der Expedition als Schreiber tätig war. Am 23. März verlor die Flotte aus ungeklärten Gründen in den Gewässern um die Kapverdischen Inseln ein Schiff. Trotz Suche blieb das Schiff weiterhin verschollen.

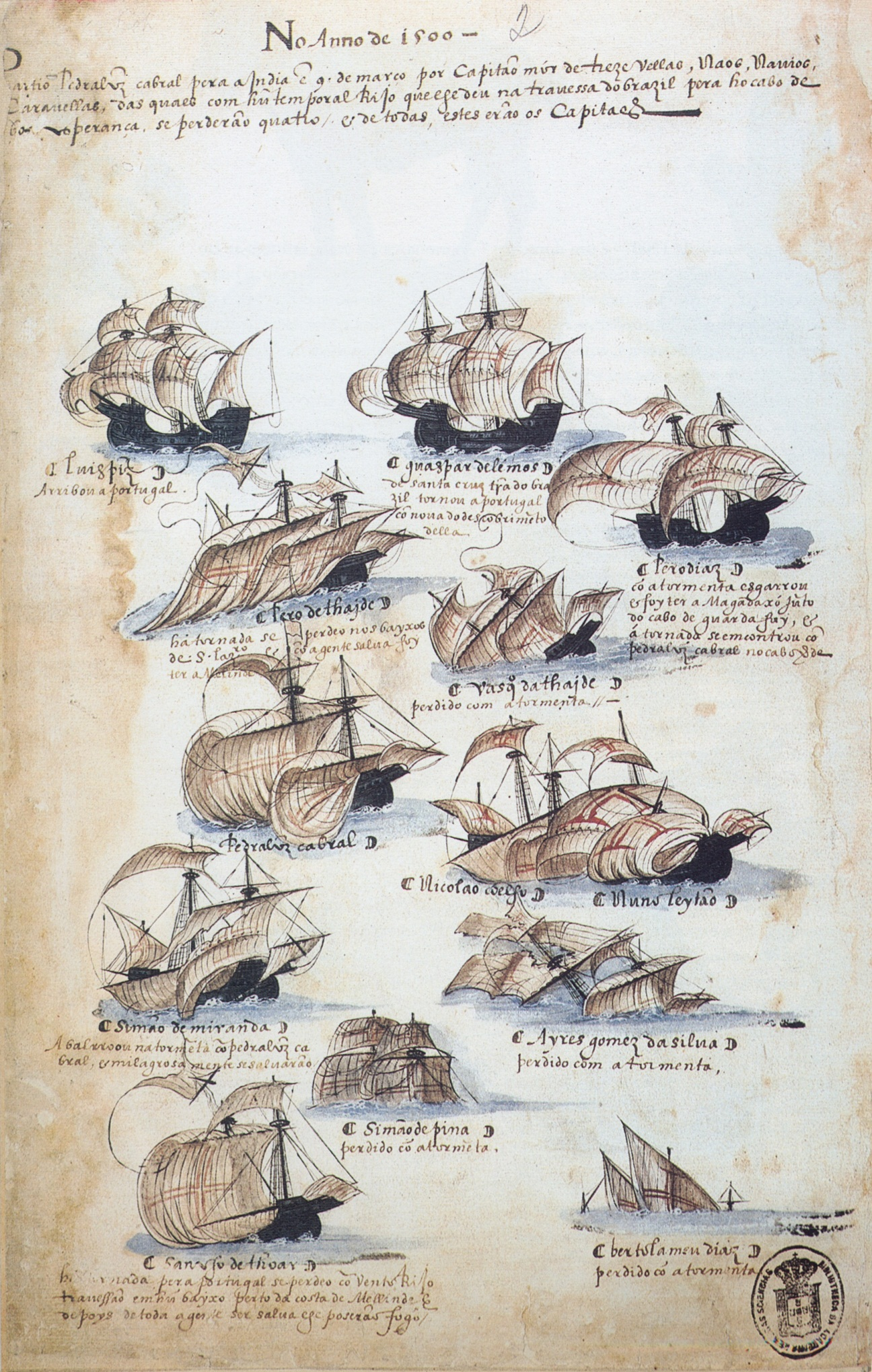
Zeitgenössische Darstellung der Flotte der 2. Indienexpedition (Cabral, 1500)

Um die Passatwinde zu nutzen und den widrigen Strömungen und Windverhältnisse an der westafrikanischen Küste zu entgehen, ließ Cabral bei den Kapverdischen Inseln die Schiffe in einem weiten Bogen nach Westen ausschwenken. Der Äquatorialstrom des Atlantiks trieb seine Flotte zur Küste eines bis dahin nur gesichteten Landes, das später Brasilien genannt werden sollte. Als sie fast einen Monat später, am 21. April im Meer umhertreibendes Seegras entdeckten, glaubten sie, es seien erste Anzeichen für nahendes Land. Bereits einen Tag später sollte sich ihre Vermutung bestätigen, denn am Abend des 22. April erblickten sie einen großen Berg, niedrige Gebirgsketten und flaches Land – Brasilien. Cabral landete im heutigen Bundesstaat Bahia nördlich der Stelle, an der später die Stadt Porto Seguro gegründet wurde und nannte das Land Ilha da Vera Cruz („Insel des wahren Kreuzes“), da die Portugiesen anfänglich eine Insel vermuteten. Später nannten sie es Terra da Santa Cruz („Land des heiligen Kreuzes“).

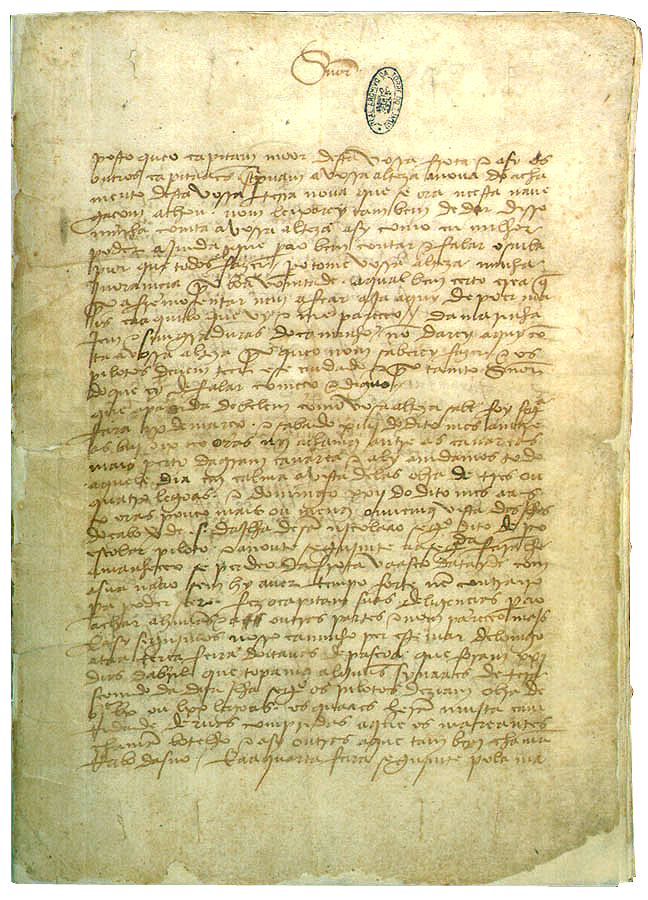
Teil des Briefes des Pêro Vaz de Caminha

Doch erst am Morgen des folgenden Tages wurde Nicolau Coelho auf Befehl Cabrals in einem Boot zu Wasser gelassen, um genauere Erkenntnisse über das Entdeckte zu erlangen. Nachdem dieser sich der Küste näherte, zeigten sich die ersten Einwohner. Pêro Vaz de Caminha beschrieb in einem Brief an König Dom Manuel die Einwohner des Landes wie folgt:
„[…] dunkelhäutige Menschen standen [an der Küste], allesamt nackt ohne irgendetwas, das ihre Scham bedeckt hätte. Sie trugen Bogen in den Händen und Pfeile. Alle eilten geradewegs auf die Barkasse zu, und Nicolau Coelho bedeutete ihnen, die Bogen abzulegen, und sie legten sie ab.“
Nachdem Geschenke ausgetauscht wurden, kehrte Nicolau Coelho zurück zum Boot. Die positiv verlaufene Begegnung veranlasste Cabral dazu, am nächsten Tag mit der Mannschaft an Land zu gehen. Dabei war es Pêro Vaz de Caminha möglich, genauere Beobachtungen über die Bewohner des fremden Landes anzustellen, die er in seinem Brief an den König festhielt. Die folgenden Tage verbrachte die Mannschaft damit, das Land zu erkunden und alle Vorräte aufzustocken.
Für Sonntag, den 26. April nach Ostern ordnete Cabral eine Heilige Messe an. Hierfür ließ er einen Altar an der Küste errichten. Letztendlich wohnten dem Gottesdienst nicht nur Cabrals Mannschaft bei, sondern auch einige Einwohner Brasiliens. Zwischenzeitlich ließ Cabral ein Kreuz aus Holz anfertigen, welches am Freitag, den 1. Mai aufgestellt wurde als Zeichen der Inbesitznahme Portugals. Eine weitere Messe wurde in den folgenden Tagen abgehalten.
Inwieweit das Land über Gold oder Silber sowie Metalle oder Eisen verfügte, konnte Pêro Vaz de Caminha nicht feststellen. In seinem Brief betonte er jedoch die Vielfalt der Natur und den Wasserreichtum des Landes.
Cabral schickte am 2. Mai 1500 das kleinste Schiff der Flotte, ein Versorgungsschiff unter dem Kommando von Gaspar de Lemos, mit einem Brief des Chronisten Pêro Vaz de Caminha nach Lissabon zurück. Es sollte die Nachricht von der Entdeckung Brasiliens und seiner Inbesitznahme dem König übermitteln. Auf dem Schiff wurden auch Papageien, Amulette und andere Tauschwaren nach Portugal gebracht. Um jedoch noch mehr über das entdeckte Land zu erfahren, beschloss Cabral zwei Verbannte vor Ort zu lassen, die die Sprache, die Menschen und das Land für etwaige weitere Erkundungsfahrten kennen lernen sollten. Noch am gleichen Tag machte sich Cabral und der Rest seiner Flotte auf den Weg nach Calicut.
Diese Interpretation eines Zufallsfundes ist eine gängige Meinung unter Historikern. Es gibt aber auch Forscher, die der Auffassung sind, dass Pedro Álvares Cabral im Auftrag des Königs bewusst den Kurs nach Brasilien nahm, da den Portugiesen seit Ende 1498 die Existenz von Land in diesem Seegebiet durch Duarte Pacheco Pereira bekannt war. Diese Auffassung ist nicht ganz von der Hand zu weisen, da auch die Spanier die Entdeckung Brasiliens im Januar 1500 durch Vicente Yáñez Pinzón für sich beanspruchten.
Noch gewagtere Interpreten gehen davon aus, dass die Portugiesen schon vor dem Vertrag von Tordesillas (1494) von der Existenz zumindest von Teilen der brasilianischen Küste Kenntnis hatten, diese aber nicht publik machten und auch nicht weitere Expeditionen dorthin aussenden wollten, da sie vornehmlich die Schätze der im Osten liegenden Gewürzinseln suchten.

### Aufbruch nach Indien
Cabral selbst setzte seine Fahrt in Richtung Osten nach Indien mit elf Schiffen fort. Am 29. Mai 1500 verlor er in schweren Stürmen südlich des Kaps der Guten Hoffnung vier Schiffe mitsamt ihren Mannschaften, darunter auch den ersten Bezwinger des Kaps, Bartolomeu Dias. Nur sechs Segler erreichten am 16. Juli den Hafen von Sofala im heutigen Mosambik, da auch Diogo Dias in den Stürmen vor dem Kap der Guten Hoffnung von der Flotte getrennt wurde. Es gelang ihm jedoch, sein Schiff wieder nach Portugal zurückzubringen.
Auf der Weiterfahrt an der ostafrikanischen Küste entlang brachten die Portugiesen einen arabischen Segler auf. An Bord befand sich ein Onkel des Herrschers des arabischen Reiches von Melinde. Dessen gute Behandlung trug nicht unwesentlich zu dem freundlichen Empfang der Expedition in Melinde bei. So gelang es Cabral auch, zwei arabische Piloten für den Weg nach Calicut an Bord zu nehmen.

### Aufenthalt in Indien und Rückkehr nach Portugal

Rot: Cabrals Route über Brasilien nach Indien. Blau: Rückweg.

Am 13. September 1500 landete die Flotte in Calicut. Doch die Stimmung war für die Portugiesen nicht günstig. Bereits mit der Ankunft von Vasco da Gama 1498 in Indien hatten die arabischen Händler begriffen, dass ihr Monopol im Indienhandel mit Europa in Gefahr war. So war es nicht verwunderlich, dass sie den Herrscher von Calicut mit allen Mitteln gegen die Portugiesen aufzubringen versuchten.
Cabral hatte 3 Ziele, die es zu erfüllen galt. 1) Freundschaftliche Beziehungen zu etablieren, 2) Handel zu treiben, 3) den christlichen Glauben vorstellen. Bevor Verhandlungen starten konnten, mussten Geiseln ausgetauscht werden, für diejenigen die das Land betreten werden. Nach 2-3 Tagen schickte er die Geiseln auf das Boot. Sie kamen dann zum Samurin von Calicut, wo ihm ein Schreiben des Dom Manuels I. in arabischer Sprache übergeben worden ist.

Die Beziehungen verliefen zunächst gut. Die Geschenke, die er bekam, waren angemessen und der Samurin erlaubte ihm eine Faktorei einzurichten. Das Beladen der Schiffe mit Gewürzen konnte nun beginnen. Die Portugiesen wollten aber den Vorrang gegenüber der mekkanischen Konkurrenz haben und als ein arabisches Schiff, das mit Pfeffer beladen war, den Hafen verlassen wollte, wurde es von den Portugiesen gekapert. Daraufhin wurde die portugiesische Faktorei von Moslems gestürmt, dabei starben 50 Portugiesen, darunter die königlichen Chronisten der Expedition, Pêro Vaz de Caminha, sowie Aires Correia. Cabral setzte dann 9 oder 10 im Hafen liegende arabische Schiffe in Brand und ließ die Besatzung über die Klingen springen, dabei starben 500-600 Mann. Am nächsten Tag ließ er die Stadt mit Artillerie beschießen und anschließend segelte er nach Cochin südlich von Calicut, dessen Raja, ein erklärter Gegner Calicuts, ihn freundlicher aufnahm. In beiden Städten legte Cabral entsprechend seinem königlichen Auftrag Faktoreien für den Handel zwischen Portugal und Indien an. Mit einer reichen Fracht an Gewürzen und anderen indischen Waren trat Cabral am 16. Januar 1501 die Rückfahrt nach Europa an. Am 23. Juni 1501 (andere Chronisten nennen den 31. Juli 1501) erreichte er mit nur noch vier Schiffen Lissabon.

## Zeitgenössische Berichte
Der Bericht des Schiffschreibers Pêro Vaz de Caminha vom 1. Mai 1500, in dem er von der Entdeckung Brasiliens berichtet, ist im Autograph erhalten geblieben. Ein ausführlicher Bericht zur Indienfahrt Cabrals erschien 1507 in der von Fracanzano da Montalboddo herausgegebenen italienischsprachigen Anthologie Paesi novamente retrovati („Jüngst wiederentdeckte Länder“) in Vicenza, eine Kopie des Berichts findet sich ebenfalls im sogenannten Trevisan Manuscript. In der Anthologie ist weiterhin ein Brief von Giovanni Matteo Cretico, dem Sekretär des venezianischen Botschafters in Spanien, vom 27. Juni 1501 enthalten, in dem dieser kurz von der Fahrt berichtet; dieser Brief ist in Abschrift auch in den Tagebüchern (Diarii) des Girolamo Priuli enthalten.